# 九叹
九叹，是中国古诗集《楚辞》（又作《南方歌》、《楚歌》）的17个主要章节之一，由9首不同名的诗组成，每首诗都有一个主要部分且与一个总结性的“叹”相搭配。《九叹》是几部以“九”命名的组诗之一，但这样的诗不要求必须由9首诗组成。更早的《九歌》含有11首歌。“九”在古代习惯中常被等同于“多”，在《楚辞》的内容中，常指具有9个模态变化的音乐排列（霍克思，2011 [1985], 36-37）。《九叹》被认为是刘向所作（霍克思，2011 [1985], 280-282）。

## 内容
《九叹》由9首独立的作品组成。每一作品都由1个主要部分和其后的1个“叹”部分组成：
- 1.《逢纷》
- 2.《离世》
- 3.《怨思》
- 4.《远逝》
- 5.《惜贤》
- 6.《忧苦》
- 7.《愍命》
- 8.《思古》
- 9.《远游》

### 综合
- 楚辞
- 楚辞目录

## 外部連結
- 维基文库中的相關文獻：九歎